# Euhelopus
Euhelopus là một chi khủng long, được Romer mô tả khoa học năm 1956.